# Петля Барнарда

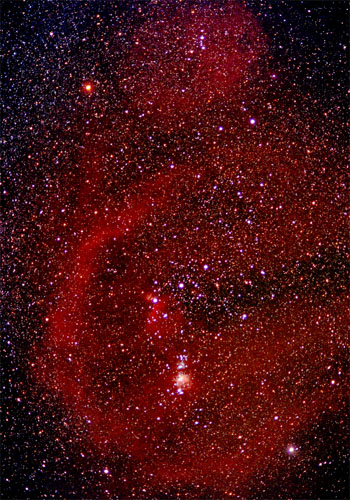
Зображення Петлі Барнарда

Петля Барнарда (позначення у каталозі Шарплесса Sh2-276) — емісійна туманність у сузір'ї Оріона, є частиною комплексу об'єктів під назвою Хмара Оріона, до якого також входять Туманність Кінська Голова і Туманність Оріона.
Першовідкривачем цієї туманності був Вільям Гершель, який вів спостереження за нею ще з 1786 року. 1894 року Едвард Емерсон Барнард першим отримав її фотографічне зображення, і назвав туманність Петля Оріона. Згодом на його честь її назвали Петлею Барнарда.
Петля Барнарда розташована на відстані 1 600 світлових років і простягається на 300 світлових років. Найбільш ймовірною теорією походження цієї туманності вважається утворення внаслідок вибуху наднової зорі.